# سيلفيا براون
سيلفيا براون (بالإنجليزية: Sylvia Browne)‏ هي كاتِبة ونفسية أمريكية، ولدت في 19 أكتوبر 1936 في كانساس سيتي في الولايات المتحدة، وتوفيت في 20 نوفمبر 2013 في سان خوسيه في الولايات المتحدة بسبب قصور القلب.

## وصلات خارجية
- الموقع الرسمي
- سيلفيا براون على موقع IMDb (الإنجليزية)
- سيلفيا براون على موقع إن إن دي بي (الإنجليزية)